# 托马斯·瓦斯贝里
托马斯·瓦斯贝里（瑞典語：Thomas Wassberg，1956年3月27日—），瑞典男子越野滑雪运动员。他曾代表瑞典参加1976年、1980年、1984年和1988年冬季奥林匹克运动会越野滑雪比赛，共获得四枚金牌。